# Etspers

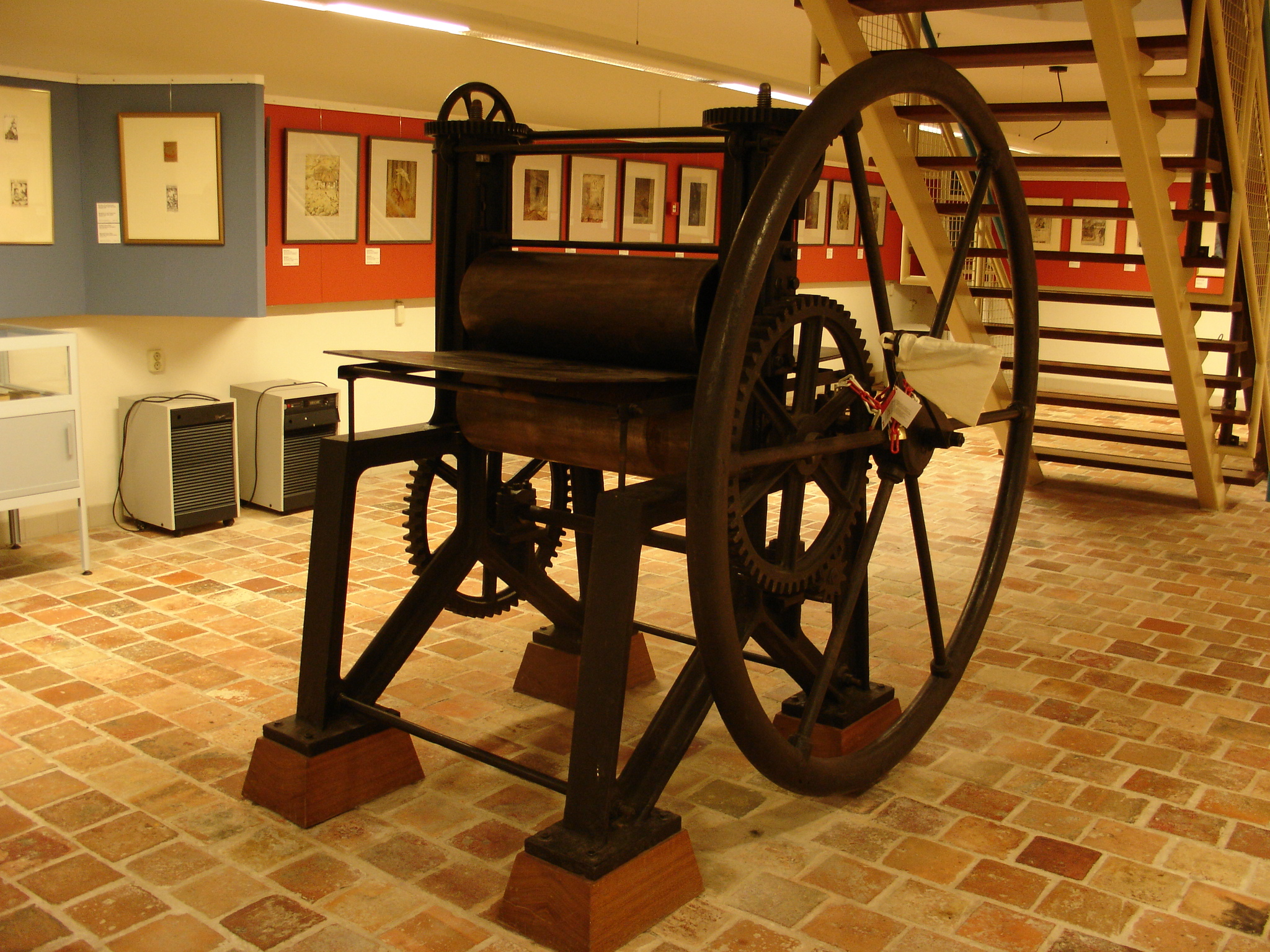
Etspers in het Anton Pieck Museum

Een etspers is een stuk gereedschap dat wordt gebruikt bij het etsen om de etsplaat af te drukken op papier. 
Een etspers bestaat doorgaans uit twee stalen rollen die ervoor zorgen dat de etsplaat en het papier onder hoge druk worden samengeperst, zodat de inkt, die in de groeven van de etsplaat zit, wordt overgebracht op het papier.

## Afbeeldingen

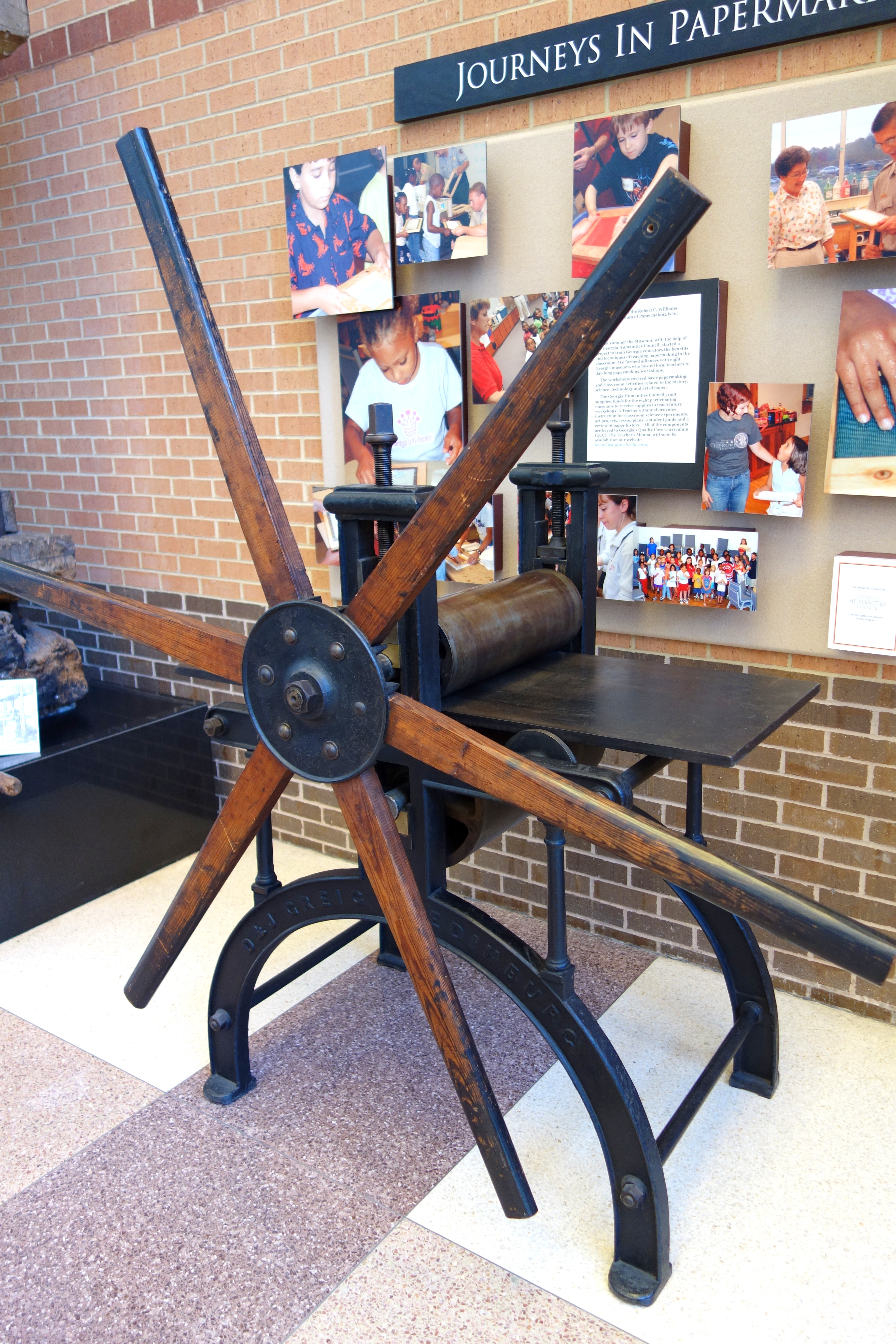
Schotse pers in een museum in de USA
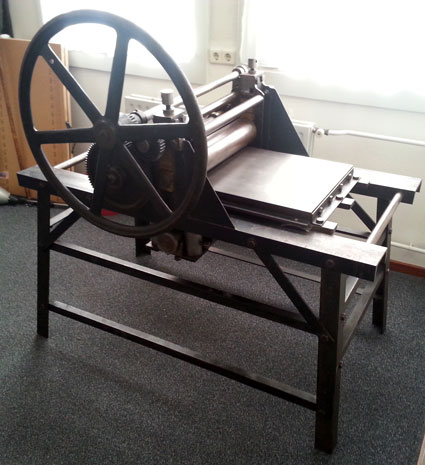
Etspers in een kunstenaarsatelier